# Tonicella marmorea
Tonicella marmorea är en blötdjursart som först beskrevs av Fabricius 1780.  Tonicella marmorea ingår i släktet Tonicella och familjen Ischnochitonidae. Arten är reproducerande i Sverige. Inga underarter finns listade i Catalogue of Life.